# 파닥몬
파닥몬(PATAMON, パタモン)은 디지털 몬스터에 나오는 가공의 생명체이며 성장기의 포유류형 디지몬이다. 목소리 연기: 마츠모토 미와 / 정미숙, 이민하(라스트 에볼루션 인연), 김유림(:) / 로라 서머, 데이브 맥 로우
원판 이름은 파타몬이다.

## 생김새
큰 귀가 특징적인 포유류형 디지몬. 이 큰 귀를 이용해 날 수 있지만, 시속 1mm의 속도밖에 나오지 않는 탓에 걷는 쪽이 느린 편이다.

## 에피소드

### 디지몬 어드벤처·디지몬 어드벤처 02
리키의 친구 디지몬. 리키를 닮아서 울보이지만 때때로 못생긴 모습을 보여준다. 그 때문에 친구 디지몬들 사이에서도 보호의 대상이 되는 일이 많다. 하지만 진화하면 성격이 완전히 바뀌게 된다. 다른 디지몬들 중에서 번번히 제일 마지막에 진화를 해서 큰 활약을 하기도 한다. 리키가 데비몬에게 위험을 당하자 엔제몬으로 진화해서 그를 쓰러뜨리지만, 그 과정에서 다시 알로 돌아가게 된다. 나중에 다시 부활하서 엔제몬으로 진화해서 엔제우몬과 함께 신태일, 매튜에게 화살을 날려 궁극체로 진화하는 힘을 준다. 리키와 나리가 피에몬에게 위험에 처하자 홀리엔제몬으로 초진화해서 구해주고 피에몬한테 인형들을 빼았아 빛의 광선으로 정화시켜 원래대로 해준다. 마지막에 필살기인 헤븐즈 게이트로 피에몬을 차원의 공간으로 날려버려서 소멸시킨다. 피요몬과 마찬가지로 하늘을 나는 것에 고민이 있는 듯하다. 다른 디지몬과 비교하면 매우 솔직하고, 배운 것은 잘 지키는 착한 아이.
필살기는 에어 샷이다.

### 디지몬 프론티어
성우: 아라키 카에 / 김지영
세라피몬이 알 형태로 되돌아가 보코몬의 손에서 태어난 디지몬. 태어난지 얼마 안되어 아직 어린 것처럼 보이나, 사실은 굉장히 날카로우며 코우이치가 막 합류했을 때에 '빛과 어둠은 형제에요.'라고 조언을 주며 여러모로 도움을 주기도 했다.

## 진화과정
진화：포요몬→토코몬→파닥몬→엔젤몬→홀리엔젤몬→세라피몬
- 포요몬(뽀요몬) 필살기: 거품
- 토코몬 필살기: 거품
- 파닥몬(파타몬) 필살기: 공기 팡(에어 샷)
- 엔젤몬(엔제몬) 필살기: 천사의 손(헤븐즈 너클)
- 홀리앤젤몬(홀리엔제몬) 필살기: 천국의 문(헤븐즈 게이트), 빛의 정화(홀리 디스인펙션)
- 세라피몬 필살기: 천사의 구슬(세븐 헤븐즈), 창조의 빛(어센션 할로우)